# SLC17A5
SLC17A5 (англ. Solute carrier family 17 member 5) – білок, який кодується однойменним геном, розташованим у людей на короткому плечі 6-ї хромосоми. Довжина поліпептидного ланцюга білка становить 495 амінокислот, а молекулярна маса — 54 640.
| 10         |  | 20         |  | 30         |  | 40         |  | 50         |
| ---------- |  | ---------- |  | ---------- |  | ---------- |  | ---------- |
| MRSPVRDLAR |  | NDGEESTDRT |  | PLLPGAPRAE |  | AAPVCCSARY |  | NLAILAFFGF |
| FIVYALRVNL |  | SVALVDMVDS |  | NTTLEDNRTS |  | KACPEHSAPI |  | KVHHNQTGKK |
| YQWDAETQGW |  | ILGSFFYGYI |  | ITQIPGGYVA |  | SKIGGKMLLG |  | FGILGTAVLT |
| LFTPIAADLG |  | VGPLIVLRAL |  | EGLGEGVTFP |  | AMHAMWSSWA |  | PPLERSKLLS |
| ISYAGAQLGT |  | VISLPLSGII |  | CYYMNWTYVF |  | YFFGTIGIFW |  | FLLWIWLVSD |
| TPQKHKRISH |  | YEKEYILSSL |  | RNQLSSQKSV |  | PWVPILKSLP |  | LWAIVVAHFS |
| YNWTFYTLLT |  | LLPTYMKEIL |  | RFNVQENGFL |  | SSLPYLGSWL |  | CMILSGQAAD |
| NLRAKWNFST |  | LCVRRIFSLI |  | GMIGPAVFLV |  | AAGFIGCDYS |  | LAVAFLTIST |
| TLGGFCSSGF |  | SINHLDIAPS |  | YAGILLGITN |  | TFATIPGMVG |  | PVIAKSLTPD |
| NTVGEWQTVF |  | YIAAAINVFG |  | AIFFTLFAKG |  | EVQNWALNDH |  | HGHRH      |

A: Аланін

C: Цистеїн

D: Аспарагінова кислота

E: Глутамінова кислота

F: Фенілаланін

G: Гліцин

H: Гістидин

I: Ізолейцин

K: Лізин

L: Лейцин

M: Метіонін

N: Аспарагін

P: Пролін

Q: Глутамін

R: Аргінін

S: Серин

T: Треонін

V: Валін

W: Триптофан

Кодований геном білок за функцією належить до фосфопротеїнів. 
Задіяний у таких біологічних процесах, як транспорт, транспорт амінокислот, симпортний транспорт, альтернативний сплайсинг. 
Локалізований у клітинній мембрані, мембрані, клітинних контактах, цитоплазматичних везикулах, лізосомі, синапсах.